# Dariusz Gorczyca

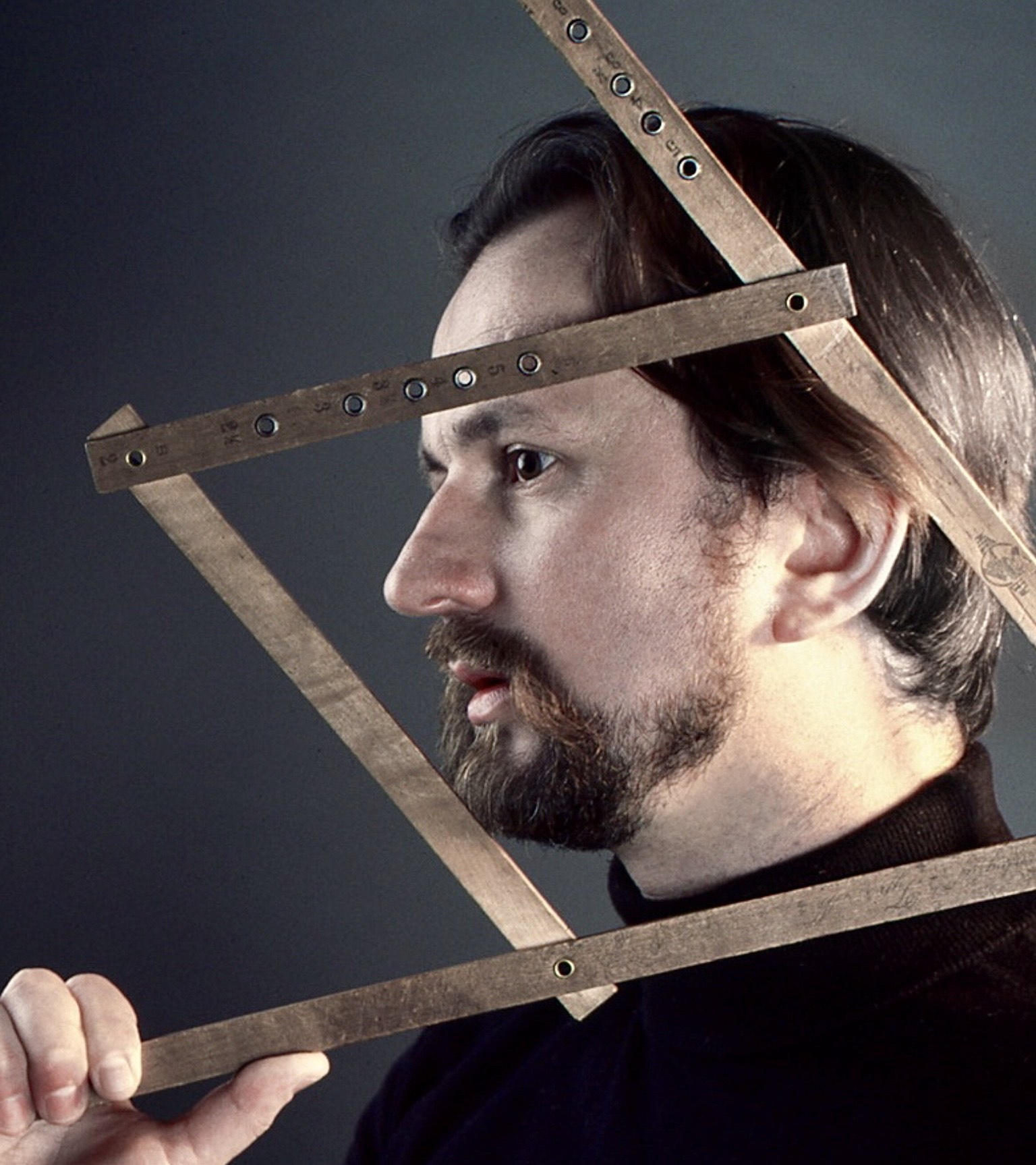
Dariusz Gorczyca

Dariusz Gorczyca (ur. 1 kwietnia 1966 w Chrzanowie) – polski artysta interdyscyplinarny, twórca teatralny, performer, autor tekstów. Związany ze studenckim klubem “Pod Jaszczurami”; założyciel “Teatru Sytuacji” w Krakowie, który prowadził w latach 1987–2001; a od 1990 r. do 2001 r. Galerię Teatru. Zajmuje się rysunkiem, malarstwem, instalacją, obiektem, assemblagem, fotografią i video. Często porusza się na granicy dyscyplin, swobodne wykorzystując i zestawiając różnorodne media. Gorczyca to ceniący wolność outsider, unika wystaw zbiorowych, uczestnictwa w grupach twórczych oraz innych form zrzeszenia. Dystansuje się od rywalizacji w sztuce, a co za tym idzie od konkursów i nagród.

## Życiorys

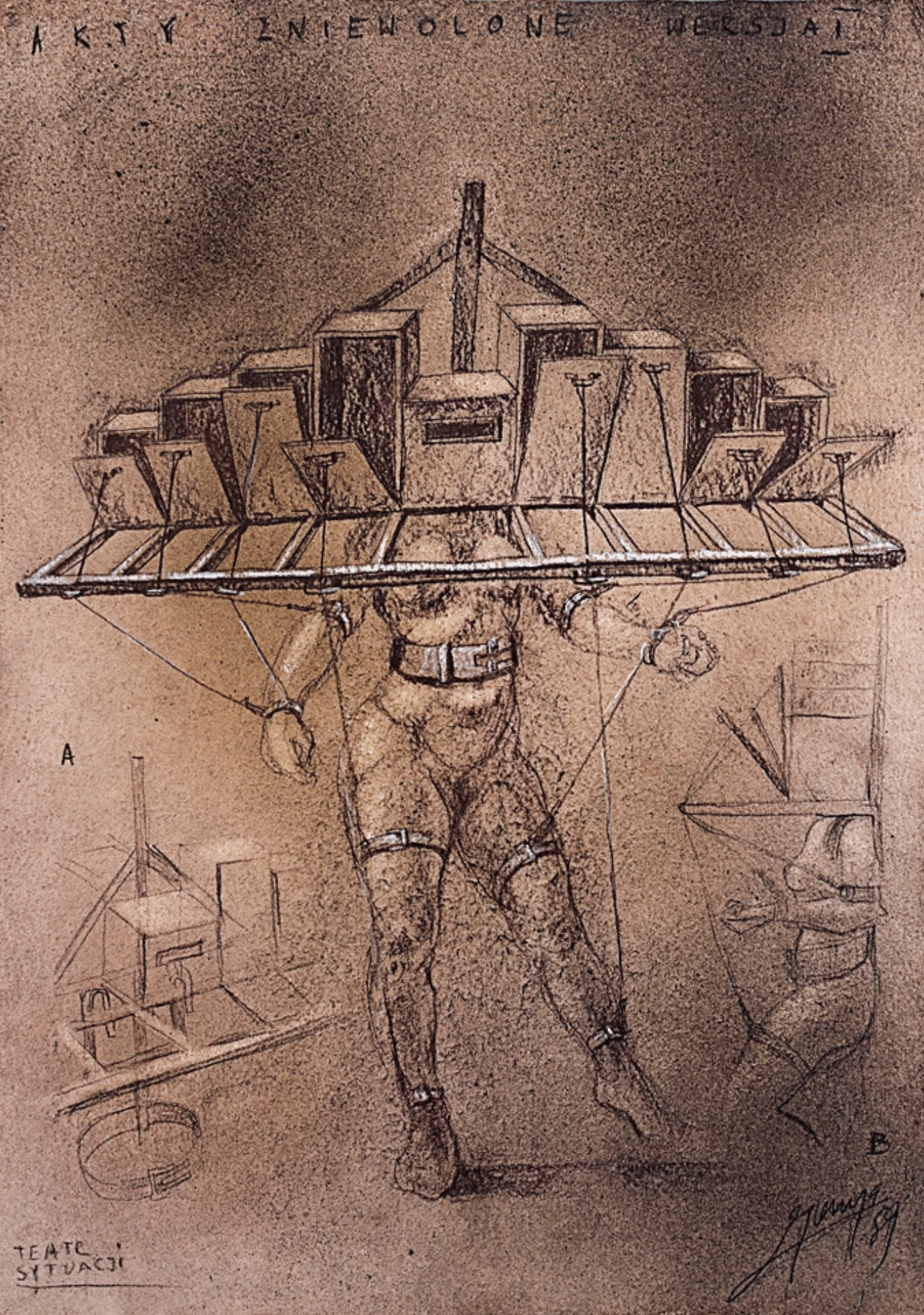
„Skrzynki - Skryte Przedziały Świadomości - projekt”, 1989.

Urodził się 1 kwietnia 1966 r. w Chrzanowie. Jest synem Ireneusza i Anny z domu Trzcionkowska. Ukończył Liceum Ogólnokształcące im. Stanisława Staszica w Chrzanowie w profilu biologiczno - chemicznym. 
W 1986 r. rozpoczął studia na Akademii Sztuk Pięknych w Krakowie na wydziale Grafiki. Od 1988 r. realizował – na kilku wydziałach – indywidualny tok studiów obejmujący: malarstwo, rzeźbę, rysunek, grafikę oraz obiekty sceniczne. W 1991 r. ukończył studia specjalnym dyplomem interdyscyplinarnym obejmującym ww. dziedziny sztuki, poszerzonym dodatkowo o fragmenty autorskiego spektaklu. Dyplom ten stał się ewenementem nie tylko w skali uczelni. 
W 1987 r. powołał „Teatr Sytuacji” z siedzibą w SCK „Rotunda” rekrutując aktorów spośród studentów krakowskiej ASP. Od początku realizuje w nim swoją wizję teatru, który pozbawiony narracji słownej, buduje swój przekaz poprzez ruch, przedmiot oraz precyzję kompozycji na scenie. Dowiódł tego już pierwszy spektakl „Upadek Ikara” (1989).

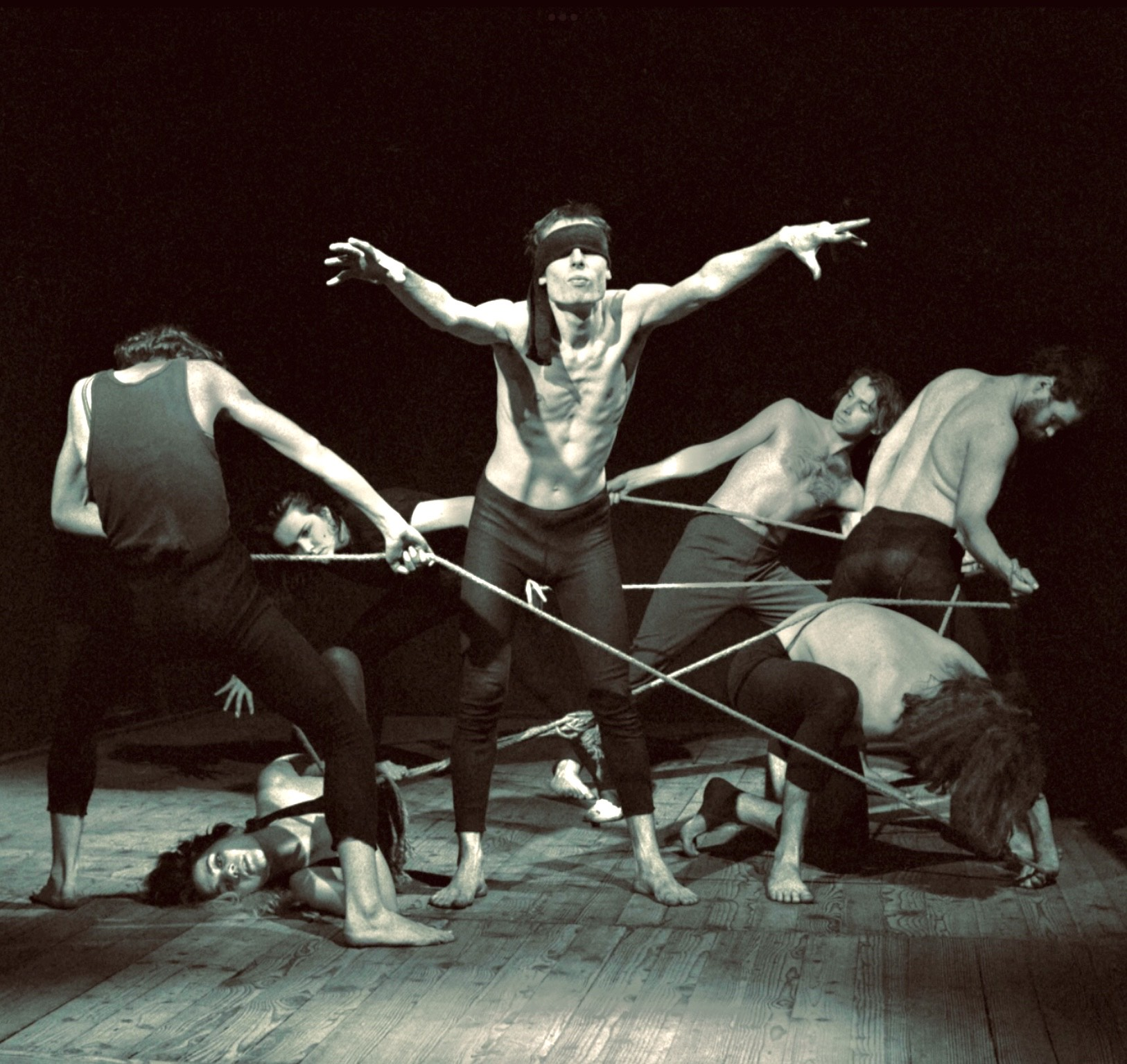
„Rytuał przemian”, Teatr Sytuacji, 1990.

Od 1989 r. „Teatr Sytuacji” ma nową siedzibę w byłym „Teatrze 38” przy SCK „Pod Jaszczurami” w oficynie Rynku Gł. 7. Pierwszym spektaklem w nowym miejscu był „Rytuał przemian” (1990). Za sprawą wypracowanych nowych koncepcji języka ekspresji aktorskiej realizacja ta stanowi ważny krok w jego teatralnym dorobku. W tym czasie dochodzi do spotkania Gorczycy z Tadeuszem Kantorem. Po wnikliwym zapoznaniu się z przedstawioną dokumentacją, wymagający i nieskory do pochwał Kantor, wyraża się bardzo pozytywnie o koncepcji scenicznej Gorczycy.

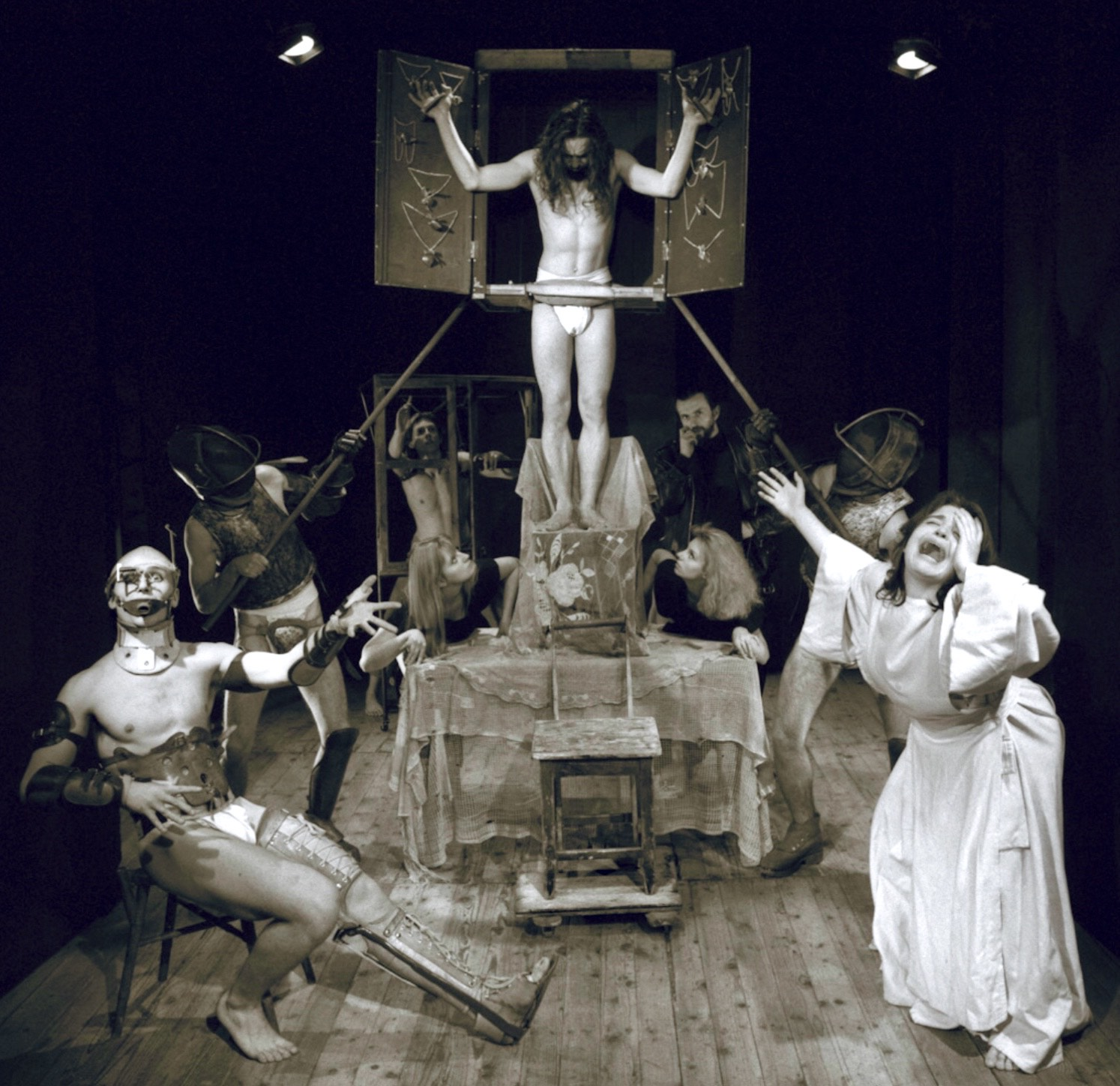
„Imperium cienia”, Teatr Sytuacji, 1993.

Jednak to „Imperium cienia” z 1993 r. to jego najważniejszy, zrealizowany z iście barokowym rozmachem spektakl. Praca nad nim zajęła mu ponad trzy lata. Spektakl powstał w całości na scenie, bez gotowego scenariusza, stanowiąc uosobienie czystej scenicznej kreacji. To właśnie w pracy nad nim skrystalizowała się w pełni koncepcja „Teatru Obłędu” z metodą gry aktorskiej: „Obłędu łańcuch wcieleń”. Tutaj też swoją wizualną moc objawiły specjalnie zaprojektowane obiekty, maszyny, wchodzące w obezwładniającą zależność z ciałem aktora. Spektakl został przyjęty entuzjastycznie, a kilku wybitnych krytyków sięgnęło za pióra, wśród nich prof. Piotr Krakowski, Jerzy Madeyski, Krzysztof Jurecki i Krzysztof Miklaszewski. Ten ostatni zrealizował dla programu TVP2 dokument „Imperium zmysłów i talentu” z pracy nad spektaklem, Andrzej Marynia poświęcił mu film „Teatr Sytuacji” (1993, TVP1), natomiast „Magazyn Teatru Otwartego” Polsatu pokazał jego obszerne fragmenty wraz z rozmową z autorem. Niestety w roku następnym studencki klub „Pod Jaszczurami” ogłosił upadłość, co uniemożliwiło także funkcjonowanie teatru.

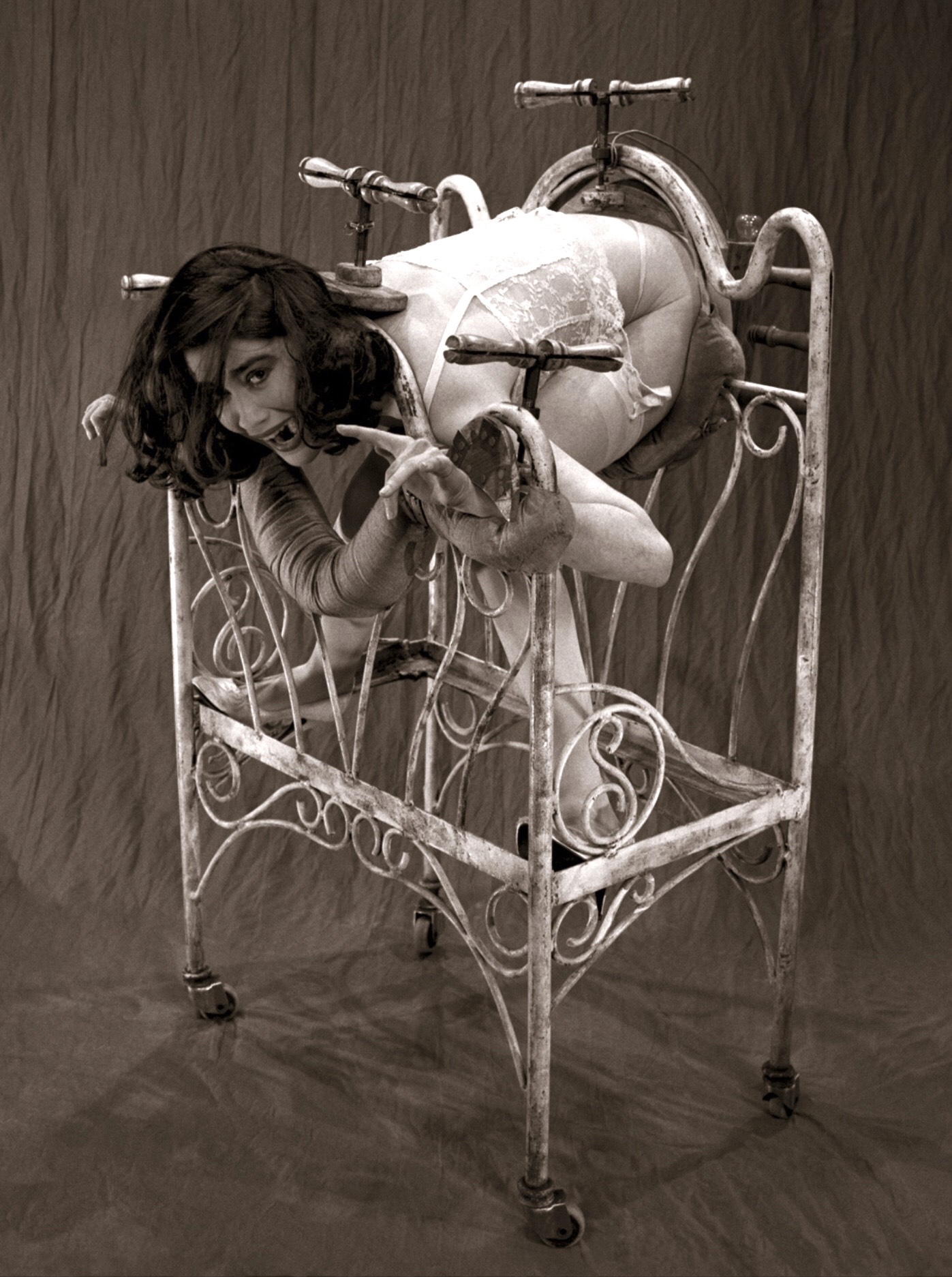
„Łóżeczko - Maszyna perwersji”, obiekt z „Imperium cienia”, 1992.

Wcześniej w 1992 r. w trakcie międzynarodowych warsztatów teatralnych w Dietzenbach (Niemcy) Gorczyca zrealizował „Cztery Figury Kadryla”. Na użytek spektaklu zbudował kilka dużych obiektów personifikujących Głupotę, Zawiść, Skąpstwo i Próżność. Całość przenika przewrotność i szaleństwo sygnując tym wejście w obszar „Teatru Obłędu”.
Po trzech latach klub “Pod Jaszczurami” otwiera się ponownie, tym razem z nowym zarządem. Gorczyca potrzebuje jeszcze roku by w lutym 1998 wznowić działalność „Teatru Sytuacji”. Jednak teraz realizuje w tym miejscu dużo szerszy program. W oparciu o współpracę z profesorami krakowskiej ASP: Antonim Porczakiem i Arturem Tajberem - scena w rynku stała się kameralnym centrum sztuki najnowszej prezentując: teatr eksperymentalny, taniec współczesny, muzykę improwizacyjną, wykłady, prezentacje, warsztaty. Gorczyca zorganizował tu festiwale: „Nowa Sztuka z Węgier”, „Japońskie tchnienie” oraz współorganizował „Fort Sztuki 2000”. Od 1990 r. prowadził także Galerię Teatru z regularną działalnością wystawienniczą. Wszystko to kończy się nagle w 2001 r. wraz z ponownym zamknięciem “Jaszczurów” (znów z powodów finansowych).
W latach 1991–1994 i 1998-2001 prowadził szereg naborów wraz z warsztatami teatralnymi. To w ich trakcie wyłania przyszłych aktorów teatru, głównie spośród studentów krakowskich uczelni.

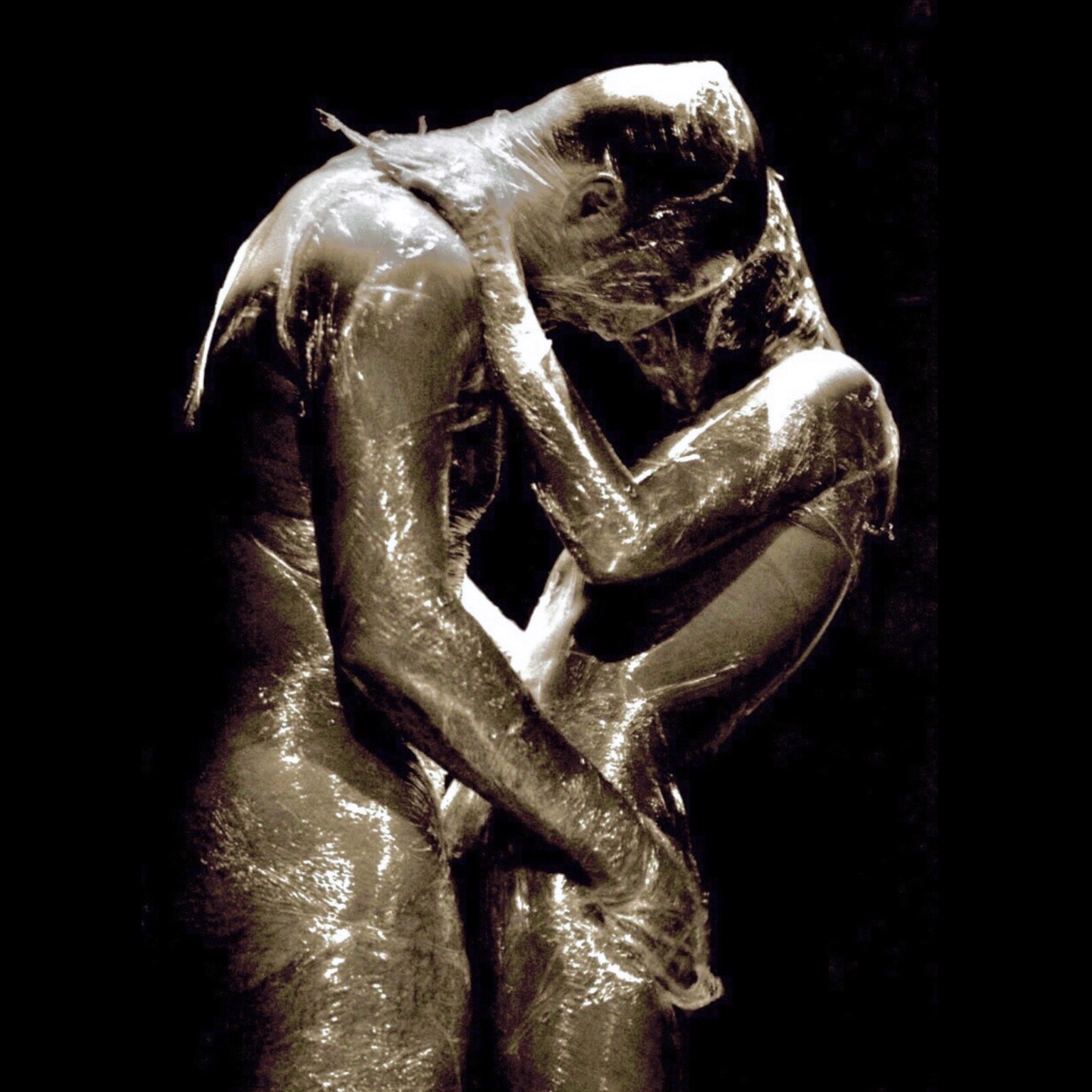
„Dichotomos”, Teatr Sytuacji, 1998.

Od początku 1998 r. Gorczyca pracował nad „Dichotomos”, ukazującym na scenie problem prozy życia oraz obumarcia uczuć w związku mężczyzny i kobiety, zderzając go z idyllicznym obrazem Adama i Ewy. Po premierze w lipcu 1998 r. na festiwalu „Thealter” w Szegedzie, rozbudował multimedialną sferę wizualną spektaklu by w wersji „Dichotomos II” pokazać go po raz pierwszy 2 października 2000 r. w „Gallus Theater” we Frankfurcie n. Menem.

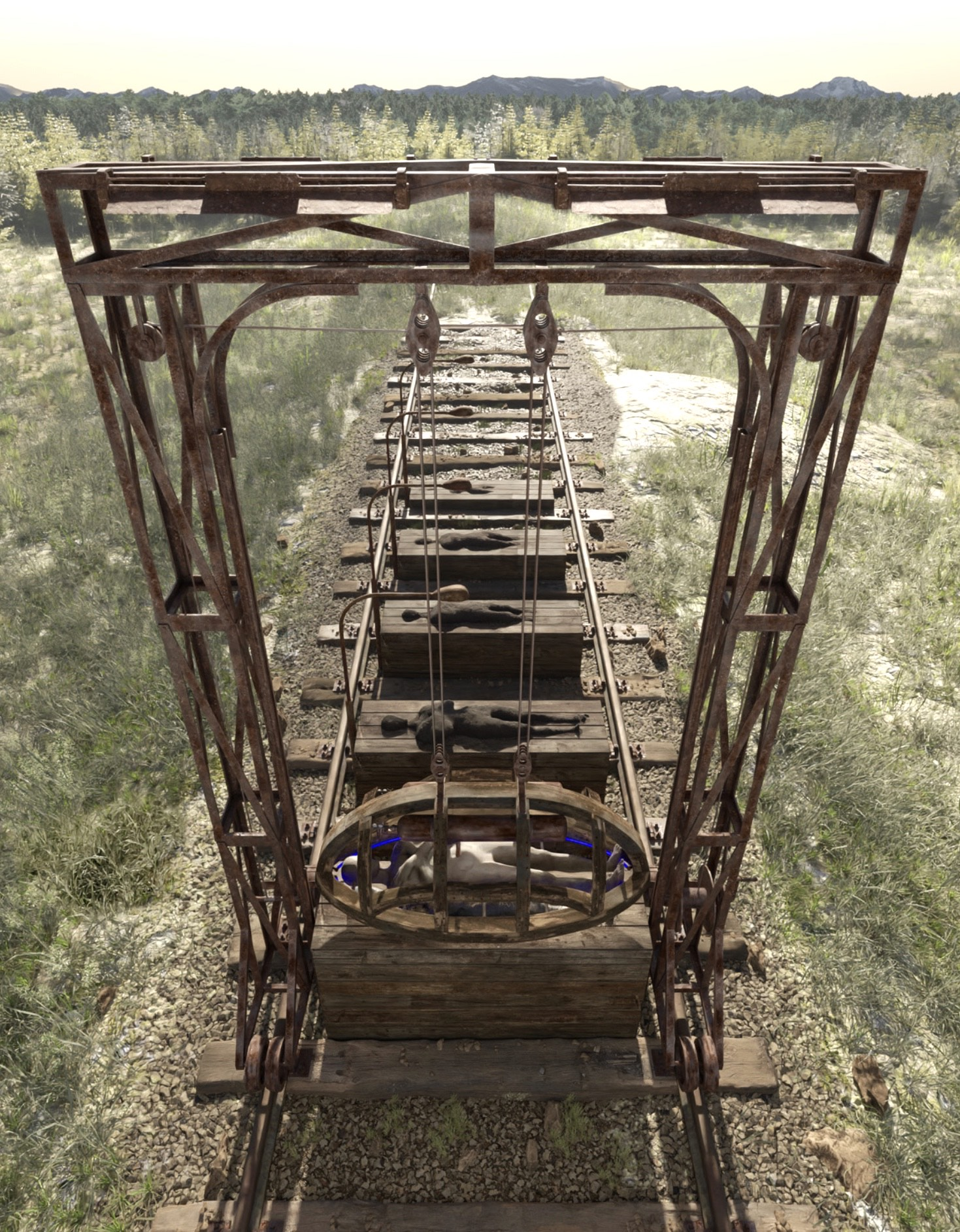
„Inkubator umarłych”, 1994-2023.

W listopadzie 2003 r. premierą spektaklu „The Dead Bed” w Teatrze „Szkéné” w Budapeszcie, Gorczyca domknął tryptyk „Dead Body of Love”, na który składają się: performance „The Last Sunday” (Nove Zamky, 1999) i „Re-animation” (Paryż, 2002). Każda z tych części – wykorzystując inne środki – stanowi dramatyczną próbę wzbudzenia wrażenia życia na martwym ciele miłości (naga, bezwładna modelka), ukazując w ten sposób nasz brak akceptacji bio-przemijalnością bliskich.
Od 2022 r. realizuje swoje prace w technice 3D oraz VR powracając do wcześniejszych projektów takich jak „Inkubator umarłych” (1994/2023) czy „The Temple of Human Mind” (2007/2024).

## Twórczość

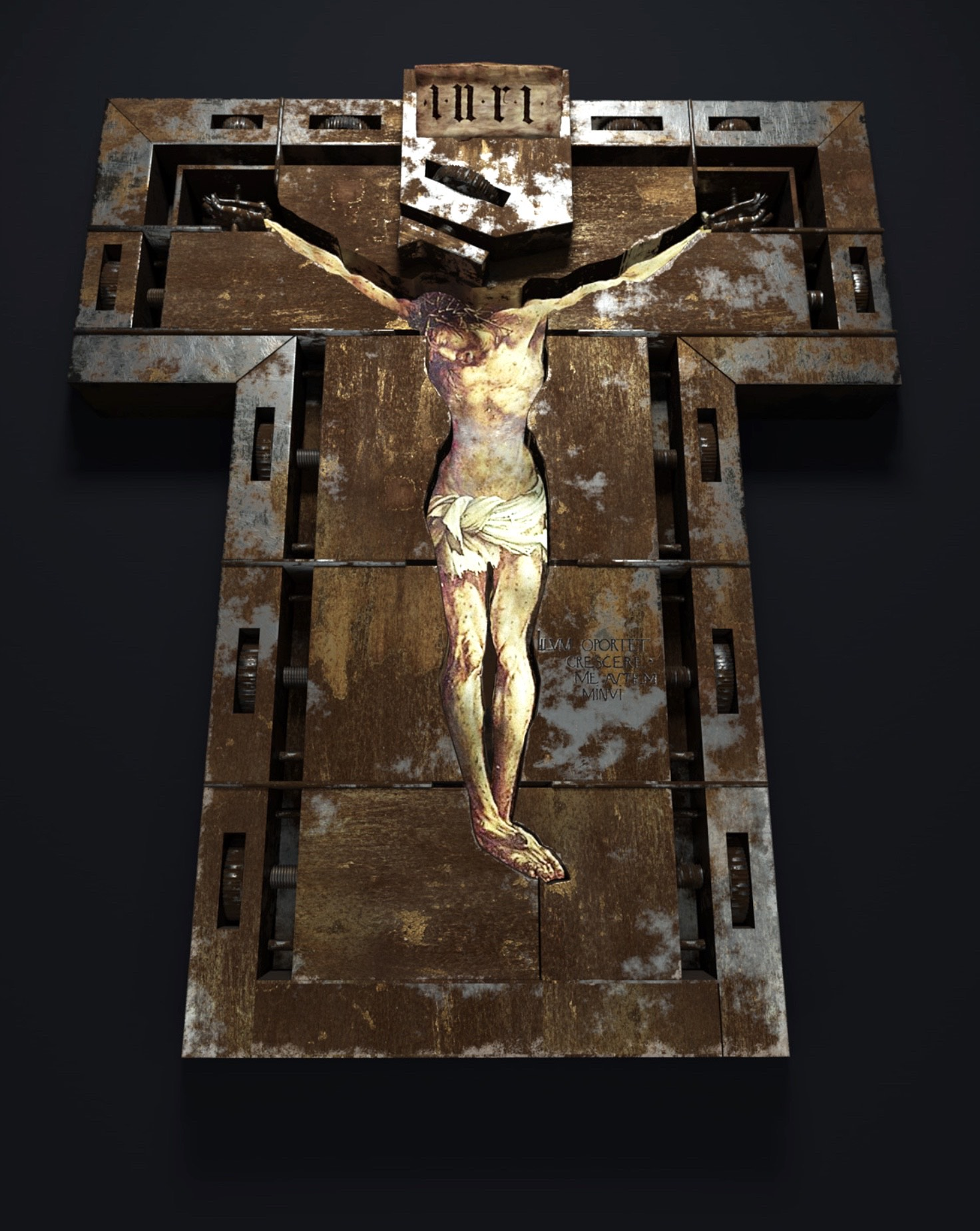
„III formy boleści pańskiej wg Grunewalda Ukrzyżowania z Isenheim”, 1997-2022.

Gorczyca tworzy sztukę, silnie oddziałującą na widza. Stąd podejmuje trudne, mroczne, często kontrowersyjne tematy związane ze śmiercią, cierpieniem, seksualnością, obłędem czy religią. Język jego obrazów jest uniwersalny, wręcz archetypowy, stąd liczne nawiązania w nim do mitologii, Biblii, wielkich bohaterów z klasyki literatury europejskiej. Odważnie i twórczo wykorzystuje wizerunek ludzkiego ciała, czyniąc go źródłem bólu, rozkoszy czy śmiertelności. Nie boi się dialogu z tradycją, twórczo reinterpretując znane tematy, jak miało to miejsce w realizacjach: „Lekcja anatomii wg Niewiernego Tomasza” (2003), „III Formy Boleści Pańskiej wg Grünewalda Ukrzyżowania z Isenheim” (1997/2022) czy „Drabinie Jakubowej” (1994/2023). Jest w pełni świadomy drogi, którą kroczy, czemu nie raz dał wyraz w swoich tekstach towarzyszących poszczególnym jego dokonaniom. 
Swoje cykle plastyczne realizuje w różnych technikach. Każdemu z nich towarzyszy jego na poły poetycki tekst podejmujący ukazaną w formie wizualnej tematykę. Powołał pojęcia: „przestrzeń mentalna” i „dzieło symultaniczne” – to forma ekspozycji ukazująca ten sam problem za pomocą różnych mediów wzajemnie się uzupełniających, a zarazem odkrywających nowe aspekty. Zaliczyć do nich można realizacje: „Epitafia” (1996), „Maszyny szaleństwa” (1996), „Camera anatomica” (1997) czy „Hygrophilous” (2007). 

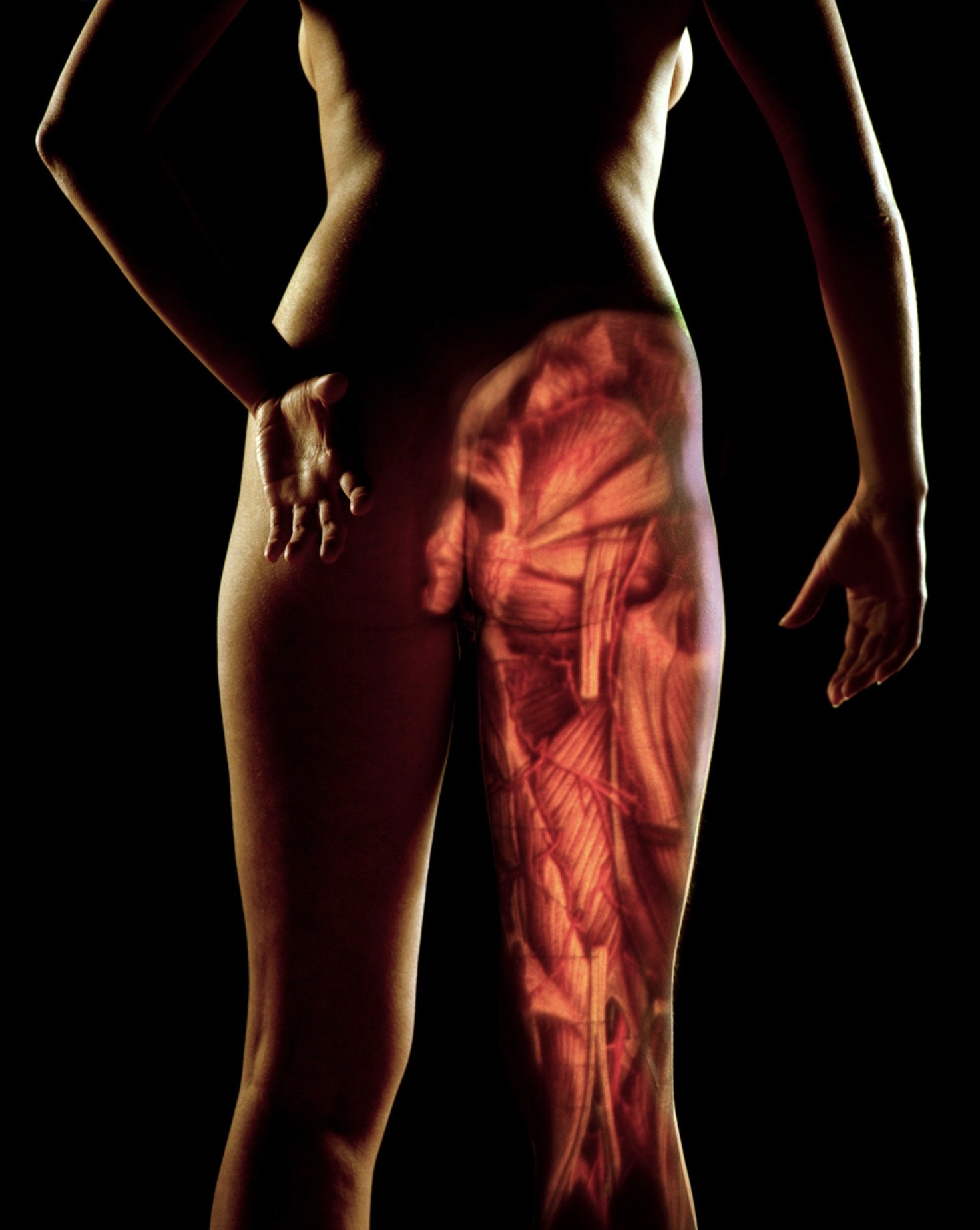
„Camera anatomica”, 1997.

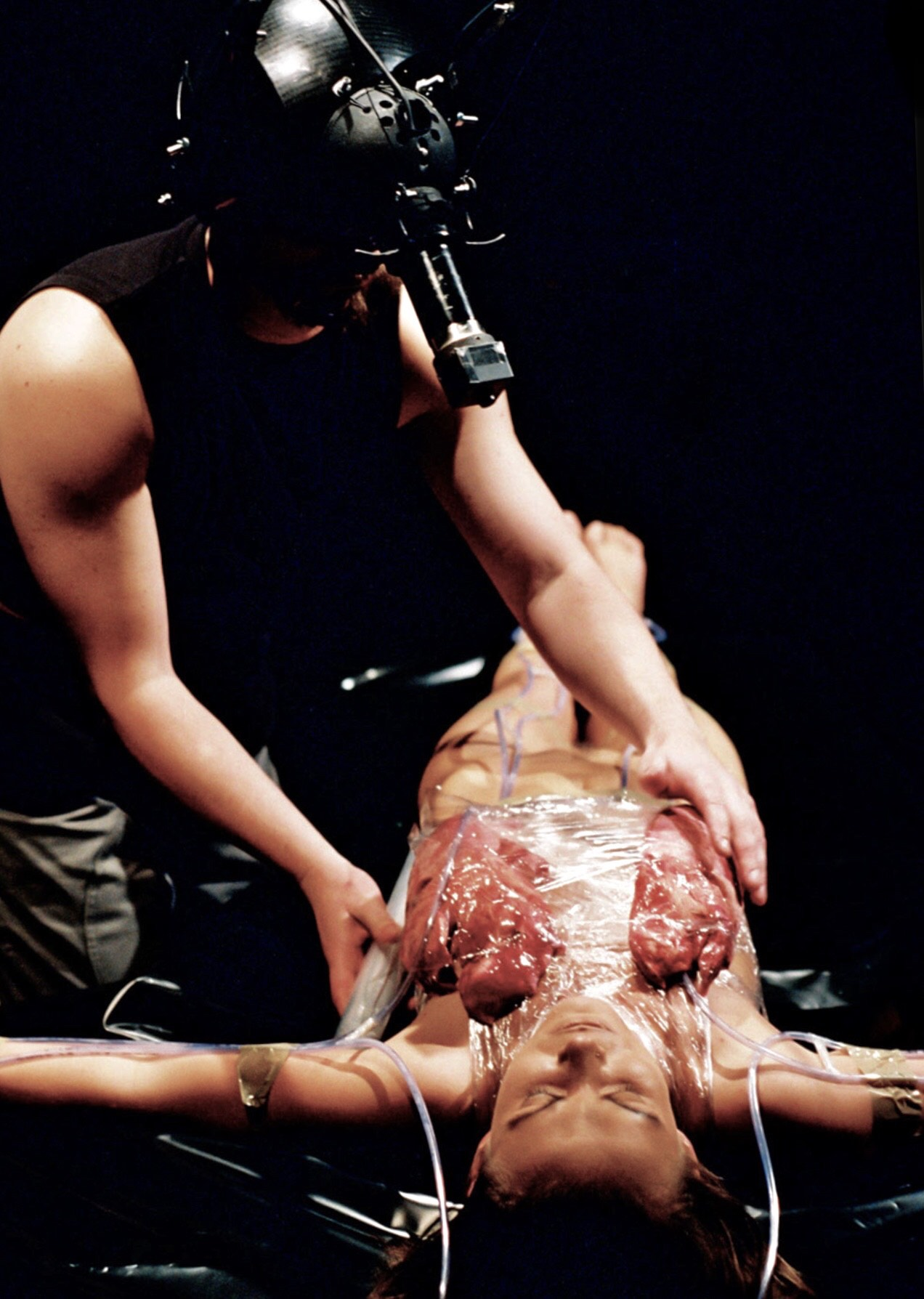
„Re-animation”, performance, 2002.

Od 2002 r. realizuje projekt „ArtNATOMY Reaserch Studio”, w którym na różne sposoby podejmuje zagadnienie ludzkiej anatomii. W ramach projektu powstały: instancja „Garderoba anatomiczna” (2002), obiekt „Heartronome” (2002), a także prace; „Wcięcia anatomiczne” (2003) „Ludzkie kości i geometria” (2002) czy „Intensywny kurs kroju i szycia” (2003).
W ramach „Teatru Sytuacji” realizuje własne spektakle:
- „Upadek Ikara”, Kraków, 1988
- „Performance holenderski”, Den Helder (NL), 1989
- „Rytuał przemian”, Kraków, 1990
- „Cztery figury Kadryla”, Dietzenbach (DE), 1992
- „Imperium cienia”, Kraków, 1993
- „Dichotomos”, Szeged (HU), 1998
- „Dichotomos II”, Frankfurt n. Menem (DE), 2000
- „The Dead Bed”, Budapeszt, 2003

Jest autorem akcji, działań parateatralnych i performance:
- „Ciało i ornament”, Kraków, 1992
- „Ciało zniewolone”, Kraków, 1994
- „Ciało - Futerał Śmierci”, Kraków, 1996
- „Diagram szaleństwa”, Kraków,1996
- „Preparat anatomiczny”, Genewa (CH), 1997
- „Seanse anatomiczne”, Rieti (IT), 1998
- „The Last Sunday”, Nove Zamky (SK), 1999
- „Formy dowodzenie - Apollo i Dafne”, Nove Zamky (SK), 2000
- „Zmiany hormonalne”, Wrocław, 2001
- „Re-animation”, Paryż, 2002
- „U.S. Performance”, Lexington (US), 2002

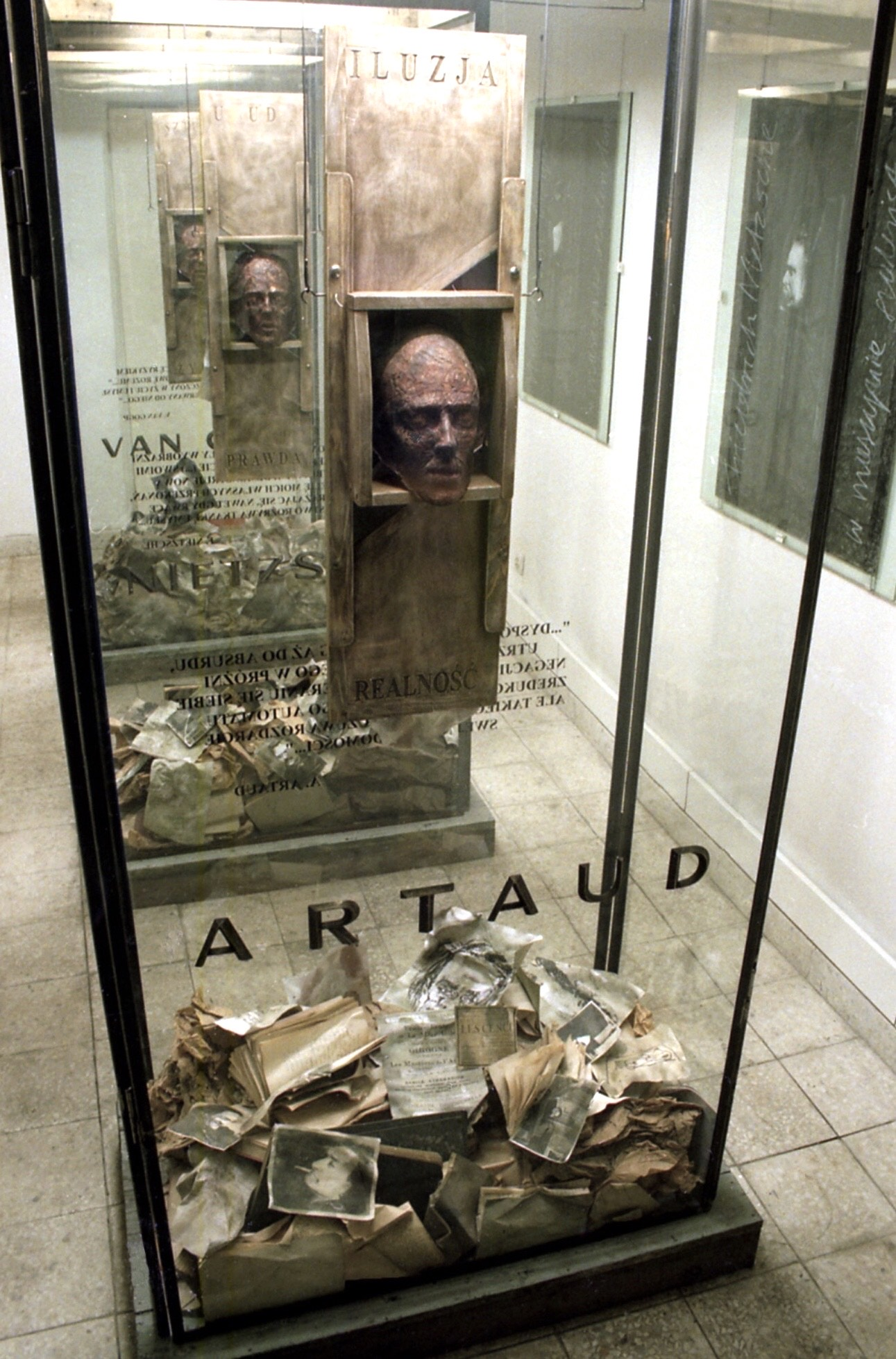
„Maszyny szaleństwa”, 1996.

Ma na swoim koncie 33 wystawy indywidualne. Są wśród nich:
- „Strefa Tabu”, Le Carreau de Fosse, Loos en Gohelle (FR), 1991
- „Projekty obiektów scenicznych”, Hessische Jugendbildungsstatte, Dietzenbach (DE),1992
- „Ciało zniewolone”, Galeria Manhattan, Łódź, 1995
- „Epitafia”, Galeria Artemis, Kraków, 1996
- „Maszyny szaleństwa”, Galeria Rzeźby, Kraków, 1996
- „Maszyny szaleństwa”, Galeria Promocyjna, Warszawa, 1996
- „Epitafia”, Galeria 3 mille Grenouilles, Genewa (CH), 1997
- „Camera anatomica”, Galeria FF, Łódź, 1997
- „Camera anatomica”, Galeria MAMU, Budapeszt, 1997
- „Camera anatomica”, Photography Show ’98, Hilton Center, Nowy Jork, 1998
- „Camera anatomica”, Musse de l’histoire vivante, Montreuil (FR), 1998
- „Camera anatomica”, Teatro Vespasiano, Rieti (IT), 1998
- „Wtórne dowodzenie formy zniewoleniem”, Galeria K-49, Nove Zamky (SK), 2000
- „Maszyna - obiekt ciała”, Galeria Miejska, Wrocław, 2001
- „„Camera anatomica”, Lavoir Moderne Parisien, Paryż, 2002
- „My games with anatomy”, Galeria Tasca, University of Kentucky, Lexington (US), 2002
- „ArtNATOMY Reaserch Studio - introduction NO.1”, Galeria Platan, Budapeszt, 2003
- „ArtNATOMY Reaserch Studio - introduction NO.2”, Galeria MAMU, Budapeszt, 2003
- „ArtNATOMY Reaserch Studio - introduction NO.3”, Teatr Szkene, Budapeszt, 2003
- „ArtNATOMY Reaserch Studio - introduction NO.4”, Galeria Assemblage, Bukareszt, 2004
- „ArtNATOMY Reaserch Studio - introduction NO.5”, Millenaris Fogado/Padlas, Budapeszt, 2005
- „Hygrophilous”, Galeria Modem, Debreczyn (HU), 2007

## Życie prywatne
Gorczyca to także kolekcjoner, mogący poszczycić się zbiorem grafik, od dawnych mistrzów przez symbolizm, surrealizm po pop art. W jego posiadaniu znajduje się wybór ponad 250 masek i rzeźb z Afryki, Azji i Oceanii. Poza tym to zagorzały meloman i audiofil. W jego orbicie zainteresowań znajdują się również starożytne kultury i religie świata, psychologia, kosmologia i fizyka kwantowa.
W roku 1991 poślubił Dorotę Łacek, mają syna Piotra. Od 1996 roku są w separacji.
Mieszka i pracuje w Krakowie.

## Filmografia
- K. Miklaszewski - „Imperium zmysłów i talentu”, TVP2, 1993 (28′)
- A. Matynia, M. Nockowska - „Teatr Sytuacji”, TVP1, 1993 (25′)
- K. Kotula, U. Sochacka - „Ciało zniewolone”, TVP Kraków, 1994 (20′)
- K. Kotula, U. Sochacka - „Epitafia Dariusza Gorczycy”, TVP Kraków, 1996 (15′)
- M. Liszka - „Epitafia Dariusza Gorczycy”, PTK, 1996 (12′)
- K. Kotula, U. Sochacka - „Maszyny szaleństwa”, TVP Kraków, 1996 (17′)
- Program „Na gapę - Dariusz Gorczyca”, Canal+, 1996 (22′)
- T. Stecewicz - Magazyn Teatru Otwartego: „Imperium cienia”, Polsat, 1997 (42′)
- K. Kotula, U. Sochacka - „Magiczny Teatr Zbrodni”, TVP Kraków, 1997 (10′)
- K. Kotula, U. Sochacka - „Nowe sytuacje”, TVP Kraków, 1999 (20′)
- K. Kotula - „Portret: Dariusz Gorczyca”, TVP3, 2000 (29’)